# Dir (Clan)

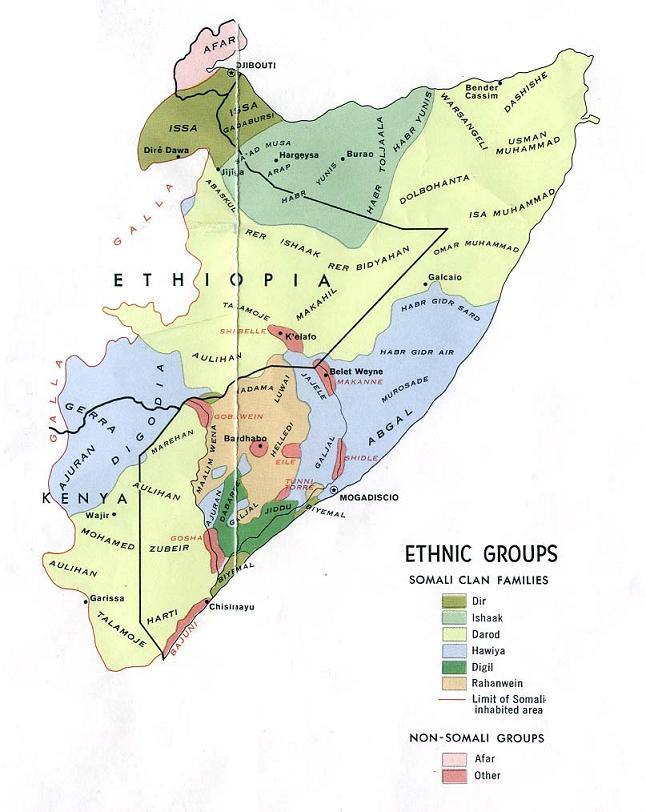
Karte des von Somali bewohnten Gebietes mit den verschiedenen Clans; die Dir-Gebiete in Blassgrün

Die Dir sind ein Clan der Somali, einer Ethnie am Horn von Afrika. Sie machen etwa 15 % der Bevölkerung Somalias aus.
Die meisten Dir leben im nordwestlichen Bereich des von Somali bewohnten Gebietes, d. h. in der Region Awdal im Nordwesten Somalias (Somaliland), in Dschibuti und im angrenzenden Teil der äthiopischen Somali-Region (Ogaden). Hier sind sie mit den Unterclans der Issa (Ciise), Gadabursi, Gadsan und Suure (Akisho, Gurgure) vertreten. Die Issa stellen die Bevölkerungsmehrheit in Dschibuti und dominieren dort die Politik. Der ehemalige Präsident von Somaliland, Dahir Riyale Kahin, gehört den Gadabursi-Dir an.
Die Biomal (Biyomaal, Biimaal) als weiterer Unterclan leben räumlich getrennt von den übrigen Dir-Clans in der Hafenstadt Merka in Südsomalia und spielen dort traditionell eine bedeutende politische Rolle.